# Debora Waldman
Pour les articles homonymes, voir Waldman.
Debora Waldman (née au Brésil) est une cheffe d'orchestre brésilienne et israélienne. Elle s'est distinguée en devenant assistante de Kurt Masur à l'Orchestre national de France. En 2020, elle est nommée directrice musicale de l'Orchestre national Avignon-Provence. Il s'agit de la première femme à accéder à un tel poste en France. 

## Biographie
Debora Waldman est née en 1977 à São Paulo, au Brésil,.
Elle grandit en Israël, avant d'étudier à l'Université catholique argentine de Buenos Aires puis de venir en France se perfectionner, au Conservatoire national supérieur de musique de Paris, notamment. Entre 2006 et 2009, elle est assistante de Kurt Masur à l'Orchestre national de France. Elle participe au projet Demos de la Philharmonie de Paris à partir de 2010 et fonde en 2013 l’Orchestre Idomeneo,.
Comme cheffe invitée, Debora Waldman dirige notamment en France (Orchestre national de France, Orchestre national de Lyon, Orchestre national de Lille, Orchestre national de Bretagne, Orchestre Colonne, Orchestre de Besançon Franche-Comté, Orchestre Lamoureux) et à l'étranger (Orchestre symphonique d'Hambourg (de), Orchestre d'État d'Halle (de), Orchestre philharmonique de Johannesbourg (en), Orchestre symphonique national de Colombie (es), Festival Internacional de Inverno de Campos do Jordão).
En 2008, elle est nommée « Talent Chef d'Orchestre » par l'ADAMI.
En 2011, Debora Waldman est lauréate de la fondation Simone et Cino del Duca, sous l'égide de l'Académie des beaux-arts.
En 2019, elle assure la création mondiale de la Symphonie « Grande Guerre » écrite en 1917 par la compositrice française Charlotte Sohy (1887-1955), dont elle a retrouvé la partition oubliée,.
Elle s'implique énormément dans la médiation de la musique classique auprès des plus jeunes et est une fervente défenseure de la place d'une femme cheffe d'orchestre.
Nommée en 2019 à la tête de l'Orchestre national Avignon-Provence, à compter de septembre 2020 et pour une durée de trois saisons, Debora Waldman est renouvelée à ce poste en 2022, jusqu'en 2026.
En 2022, elle est nommée cheffe d'orchestre associée à l'Opéra de Dijon.